# Варяница, Игнат Андреевич
Игнат Андреевич Варяница (1887 года — дата смерти неизвестна) — бригадир колхоза «КИМ» Коломакского района Харьковской области, Украинская ССР. Герой Социалистического Труда (1948).
В 1947 году полеводческая бригада Игната Варяницы собрала в среднем по 30,06 центнеров пшеницы с каждого гектара на участке площадью 19 гектаров. Указом Президиума Верховного Совета СССР от 16 февраля 1948 года «за получение высоких урожаев пшеницы, ржи, кукурузы и сахарной свеклы, при выполнении колхозом обязательных поставок и натуроплаты за работу МТС в 1947 году и обеспеченности семенами зерновых культур для весеннего сева 1948 года» удостоен звания Героя Социалистического Труда с вручением ордена Ленина и золотой медали «Серп и Молот».